# Québec Info Musique
Québec Info Musique (QIM) est un organisme à but non lucratif qui édite un répertoire encyclopédique en ligne concernant la musique du Québec. 

## Historique
Le site Web Québec Info Musique est lancé en mars 1999. On y retrouve les notices biographiques et discographies de plus de 700 artistes québécois de tous les styles et de toutes les époques. 
Par ailleurs, en collaboration avec l'Alliance nationale de l'industrie musicale (ANIM), Québec Info Musique réalise, à partir de 2003, des chroniques radiophoniques intitulées Chansons QIM'ANIM présentant des interviews et des chansons d'artistes québécois et canadiens. Ces émissions ont été diffusées par une soixantaine de radios canadiennes et européennes. La série comporte 49 contenus d'une heure chacun et peut être obtenue du producteur pour utilisation pédagogique.
En 2015, l'entreprise crée une page Facebook (magazine) de manière à promouvoir les artistes du Québec et leurs productions (enregistrements sonores, spectacles et autres événements reliés à la production musicale).